# Reinhard Lauck
Reinhard Lauck (16. září 1946, Sielow – 22. října 1997, Berlín) byl východoněmecký fotbalista, záložník, reprezentant Východního Německa (NDR). Zemřel při dopravní nehodě.

## Fotbalová kariéra
Hrál za Energii Cottbus, ASG Vorwärts Neubrandenburg, 1. FC Union Berlin a Berliner FC Dynamo. V letech 1979 a 1980 získal s Dynamem mistrovský titul. V Poháru mistrů evropských zemí nastoupil ve 4 utkáních a v Poháru UEFA nastoupil ve 2 utkáních. Za reprezentaci Východního Německa (NDR) nastoupil ve 33 utkáních a dal 3 góly. Na Mistrovství světa ve fotbale 1974 nastoupil ve 3 utkáních včetně utkání proti západnímu Německu. V roce 1976 byl členem vítězného týmu na LOH 1976 v Montréalu, nastoupil v 5 utkáních. Za olympijskou reprezentaci nastoupil celkem v 7 utkáních.

## Ligová bilance
| Ročník          | Zápasy | Góly | Klub               |
| --------------- | ------ | ---- | ------------------ |
| I. liga 1968/69 | 26     | 3    | 1. FC Union Berlin |
| I. liga 1970/71 | 26     | 1    | 1. FC Union Berlin |
| I. liga 1971/72 | 26     | 3    | 1. FC Union Berlin |
| I. liga 1972/73 | 26     | 10   | 1. FC Union Berlin |
| I. liga 1973/74 | 25     | 7    | Berliner FC Dynamo |
| I. liga 1974/75 | 24     | 4    | Berliner FC Dynamo |
| I. liga 1975/76 | 25     | 6    | Berliner FC Dynamo |
| I. liga 1976/77 | 25     | 6    | Berliner FC Dynamo |
| I. liga 1977/78 | 20     | 2    | Berliner FC Dynamo |
| I. liga 1978/79 | 21     | 3    | Berliner FC Dynamo |
| I. liga 1979/80 | 12     | 1    | Berliner FC Dynamo |
| CELKEM I. liga  | -      | -    |                    |